# Jack Morris (beisbolista)
John Scott Morris (Saint Paul, Minnesota, 16 de mayo de 1955), más conocido como Jack Morris, es un exjugador profesional estadounidense de béisbol que se desempeñó en la posición de lanzador en las Grandes Ligas de Béisbol (MLB). Es miembro del Salón de la Fama del Béisbol.

## Carrera
Morris jugó como profesional catorce temporadas en Detroit Tigers (1977-1990), después pasó a Minnesota Twins (1991), luego a Toronto Blue Jays (1992-1993), posteriormente a Cleveland Indians, donde jugó una temporada (1994), y fue el equipo en el que se retiró.

## Reconocimiento
En 2018, ingresó como miembro al Salón de la Fama del Béisbol.